# Zasady nie obowiązują
Zasady nie obowiązują (ang. Rules Don’t Apply) – amerykański film fabularny z 2016 roku w reżyserii Warrena Beatty’ego, wyprodukowany przez wytwórnię 20th Century Fox.
Premiera filmu odbyła się 10 listopada 2016 podczas festiwalu filmowego AFI Fest. Dwa tygodnie później, 23 listopada, obraz trafił do kin na terenie Stanów Zjednoczonych.

## Fabuła
Akcja filmu rozgrywa się w Hollywood w roku 1958. Marla Mabrey (Lily Collins), pobożna baptystka, a także królowa piękności z prowincjonalnego miasteczka, wyrusza do Los Angeles, gdzie ma podpisać kontrakt z miliarderem Howardem Hughesem (Warren Beatty). Przyszły pracodawca wysyła samochód z kierowcą, Frankiem Forbsem (Alden Ehrenreich), który odtąd ma być na każde wezwanie gwiazdy. Pochodzący z religijnej rodziny młody mężczyzna niebawem ma poślubić kobietę, z którą spotyka się od czasów szkolnych. Wbrew zdrowemu rozsądkowi ulega jednak urokowi Marli, a ona odwzajemnia jego zainteresowanie. Zauroczenie szybko przeradza się w miłość. Zakazane uczucie wystawia na próbę religijne przekonania kochanków, zmieniając życie obojga.

## Obsada
- Warren Beatty jako Howard Hughes
- Lily Collins jako Marla Mabrey
- Alden Ehrenreich jako Frank Forbes
- Annette Bening jako Lucy Mabrey
- Matthew Broderick jako Levar Mathis
- Alec Baldwin jako Robert Maheu
- Haley Bennett jako Mamie Murphy
- Candice Bergen jako Nadine Henly
- Dabney Coleman jako Raymond Holliday
- Steve Coogan jako pułkownik Nigel Briggs
- Ed Harris jako pan Bransford
- Amy Madigan jako pani Bransford
- Megan Hilty jako Sally

## Odbiór

### Krytyka
Film Zasady nie obowiązują spotkał się z mieszaną reakcją krytyków. W serwisie Rotten Tomatoes 54% ze stu siedemdziesięciu ośmiu recenzji filmu jest pozytywne (średnia ocen wyniosła 5,80 na 10). Na portalu Metacritic średnia ocen z 40 recenzji wyniosła 60 punktów na 100.

### Nagrody i nominacje
| Rok  | Miejsce                                | Nagroda         | Kategoria                                  | Odbiorcy i nominowani                        | Wynik     |
| ---- | -------------------------------------- | --------------- | ------------------------------------------ | -------------------------------------------- | --------- |
| 2016 | Nagrody Critics’ Choice 2016           | Critics’ Choice | Najlepsza piosenka                         | "Rules Don’t Apply" w wykonaniu Lily Collins | nominacja |
| 2017 | 74. ceremonia wręczenia Złotych Globów | Złoty Glob      | Najlepsza aktorka w komedii lub w musicalu | Lily Collins                                 | nominacja |